# OpenThesaurus
OpenThesaurus ist ein als offenes Web-Projekt kollaborativ gepflegter, mehrsprachiger Thesaurus. Die Inhalte werden unter einer freien Lizenz veröffentlicht. Bekannt ist OpenThesaurus durch seine Verwendung in den Anwendungen OpenOffice.org, LibreOffice und Apple Lexikon.

## Inhalte
Neben dem deutschen Wortschatz steht auch eine slowenische Version zur Verfügung. Die deutschsprachige Variante enthält über 280.000 Synonymbeziehungen. Neben Synonymen werden auch einige taxonomische Beziehungen erfasst.

### Verfügbarkeit und Bearbeitung
Die Inhalte von OpenThesaurus werden unter der GNU Lesser General Public License (LGPL) veröffentlicht. Über die Website ist die Datenbank über ein Web-Frontend durchsuchbar und werden auch vollständige Datenbankabzüge verteilt. Mit einem kostenlosen Benutzerkonto hat jeder angemeldete Nutzer der Website die Möglichkeit, Einträge zu ergänzen oder zu verändern. Änderungen werden von einem Administrator geprüft. Für die Suche nach Synonymen ist keine Anmeldung notwendig.

## Geschichte
Auslöser des Projektes OpenThesaurus war im Jahre 2002 das Aufkommen von OpenOffice.org, bei dem aus lizenzrechtlichen Gründen der Thesaurus von StarOffice fehlte. OpenThesaurus schloss diese Lücke, indem mögliche deutsche Synonyme aus einem frei zugänglichen Deutsch-/Englisch-Wörterbuch importiert und über eine Webanwendung verbessert und aktualisiert wurden.
Seit OpenOffice.org-Version 2.0.3 ist der OpenThesaurus im Installationspaket enthalten und muss nicht mehr separat installiert werden. Eine weitere große Verbreitung hat das Projekt ab macOS 10.5 erfahren mit einer Nachschlagefunktion aus Apple Lexikon, in dem die Daten aus OpenThesaurus als Plugin integrierbar sind.